# Głowno (gemeente)
De gemeente Głowno is een landgemeente in het Poolse woiwodschap Łódź, in powiat Zgierski.
De zetel van de gemeente is in Głowno.
Op 30 juni 2004 telde de gemeente 5034 inwoners.

## Oppervlakte gegevens
In 2002 bedroeg de totale oppervlakte van gemeente Głowno 104,45 km², waarvan:
- agrarisch gebied: 82%
- bossen: 11%

De gemeente beslaat 12,23% van de totale oppervlakte van de powiat.

## Demografie
Stand op 30 juni 2004:
| Omschrijving                   | Totaal | Totaal | Vrouwen | Vrouwen | Mannen | Mannen |
| ------------------------------ | ------ | ------ | ------- | ------- | ------ | ------ |
| eenheid                        | aantal | %      | aantal  | %       | aantal | %      |
| inwoners                       | 5034   | 100    | 2541    | 50,5    | 2493   | 49,5   |
| bevolkingsdichtheid (inw./km²) | 48,2   | 48,2   | 24,3    | 24,3    | 23,9   | 23,9   |

In 2002 bedroeg het gemiddelde inkomen per inwoner 992,67 zł.

## Administratieve plaatsen (sołectwo)
Albinów, Antoniew, Boczki Domaradzkie, Boczki Zarzeczne, Bronisławów, Chlebowice, Dąbrowa, Domaradzyn, Feliksów, Gawronki, Glinnik, Helenów, Jasionna, Kadzielin, Kamień, Karasica, Karnków, Lubianków, Mąkolice, Mięsośnia, Ostrołęka, Piaski Rudnickie, Popów Głowieński, Popówek Włościański, Rudniczek, Władysławów Bielawski, Władysławów Popowski, Wola Lubiankowska, Wola Mąkolska, Wola Zbrożkowa, Ziewanice.
Zonder de status sołectwo : Konarzew, Różany.

## Aangrenzende gemeenten
Bielawy, Dmosin, Domaniewice, Głowno, Łyszkowice, Piątek, Stryków, Zgierz.